# Кесанг Чоден Вангчук (принцесса)
Принцесса Кесанг Чоден Вангчук (англ. Kesang Choden Wangchuck; род. 23 января 1982) — член королевской семьи Бутана.
Кесанг Чоден является дочерью четвёртого короля Бутана Джигме Сингье Вангчука и королевы Церинг Пем Вангчук, а также сводной сестрой нынешнего короля Бутана Джигме Кхесар Намгьял Вангчука, который стал королём после отречения своего отца 14 декабря 2006 года. Кесанг Чоден получила степень по психологии в Стэнфордском университете.
Она вышла замуж 11 ноября 2008 (13-й день девятого месяца бутанского календаря) за Дашо Палден Йосер Тинли (англ. Dasho Palden Yoeser Thinley). Дашо Палден Йосер Тинли учился в Таиланде, где получил степень по социальным наукам.